# Републикански път III-5007
Републикански път IIІ-5007 е третокласен път, част от Републиканската пътна мрежа на България, преминаващ по територията на Старозагорска и Сливенска област. Дължината му е 37,4 km.
Пътят се отклонява наляво при 213,9 km на Републикански път I-5 в най-западната част на село Ягода и се насочва на изток-североизток през източната част на Казанлъшката котловина, успоредно на течението на река Тунджа. Преминава през северната част на село Ягода и центъра на село Шаново, пресича Тунджа, завива на север и през село Зимница достига до източната част на село Ветрен. Оттук пътят продължава на изток, успоредно на Републикански път I-6, минава през северната част на град Николаево и южната част на град Гурково и навлиза в Твърдишката котловина. След като премине през село Конаре навлиза в Сливенска област и в центъра на град Твърдица се свързва с Републикански път III-662 при неговия 29,8 km.
| Пътища, отклоняващи се надясно (населено място, № на пътя, посока на пътя) | km   | Пътища, отклоняващи се наляво (посока на пътя, № на пътя, населено място) |
| -------------------------------------------------------------------------- | ---- | ------------------------------------------------------------------------- |
| Община Мъглиж, Област Стара Загора, I-5, 213,9 kmу с. Ягода ←              | 0,0  | ← с. Ягода, 213,9 km, I-5, Област Стара Загора, Община Мъглиж             |
|                                                                            | 4,1  | → общински път (за с. Юлиево)                                             |
| (за с. Люляк) общински път, с. Шаново ←                                    | 6,5  | с. Шаново                                                                 |
| (за с. Елхово) общински път ←                                              | 11,1 |                                                                           |
| с. Зимница                                                                 | 11,9 | с. Зимница                                                                |
| с. Ветрен                                                                  | 14,3 | → с. Ветрен, общински път (за с. Сливито)                                 |
| Община Николаево                                                           | 17,7 | Община Николаево                                                          |
| (от ГКПП Гюешево) I-6, 357,8 km, гр. Николаево →                           | 23,1 | → гр. Николаево, 357,8 km, I-6 (до гр. Бургас)                            |
| Община Гурково                                                             | 24,5 | Община Гурково                                                            |
| (до гр. Свиленград) II-55, 57,8 km, гр. Гурково ←                          | 25,7 | ← гр. Гурково, 57,8 km, II-55 (от 110 km на I-5)                          |
| с. Конаре                                                                  | 31,3 | с. Конаре                                                                 |
| Община Твърдица, Област Сливен                                             | 32,4 | Област Сливен, Община Твърдица                                            |
| (от гр. Нова Загора) III-662, 29,8 km, гр. Твърдица →                      | 37,4 | → гр. Твърдица, 29,8 km, III-662 (до гр. Елена)                           |